# Stazione di Peterborough
La stazione di Peterborough (in inglese Peterborough railway station) è la principale stazione ferroviaria di Peterborough, in Inghilterra.